# Spratellomorpha bianalis
Spratellomorpha bianalis is een  straalvinnige vissensoort uit de familie van haringen (Clupeidae). De wetenschappelijke naam van de soort is voor het eerst geldig gepubliceerd in 1940 door Bertin.
De soort staat op de Rode Lijst van de IUCN als Onzeker, beoordelingsjaar 2004.